# همپتون (ویرجینای غربی)
همپتون (به انگلیسی: Hampton) یک منطقهٔ مسکونی در ایالات متحده آمریکا است که در شهرستان آپشور، ویرجینیای غربی واقع شده‌است. همپتون ۴۴۴٫۱ متر بالاتر از سطح دریا واقع شده‌است.